# Thijs Bennink
Thijs Bennink (Enschede, 15 april 1938 – Enschede, 11 maart 2019) was een Nederlands politicus van de VVD.

## Loopbaan
Hij was van 1982 tot 1994 wethouder in zijn geboorteplaats Enschede. In april 1999 werd hij lid van de Provinciale Staten van Overijssel en vanaf januari 2001 was hij daar de gedeputeerde voor werk en bereikbaarheid. In mei 2003 ging hij met pensioen maar in september van dat jaar werd Bennink waarnemend burgemeester van Oldenzaal waar hij Peter Cammaert opvolgde die burgemeester van Velsen was geworden. Begin 2004 werd hij daar opgevolgd door zijn partijgenoot Frans Backhuijs.
Bennink overleed in 2019 op 80-jarige leeftijd in een verpleeghuis in Enschede.